# Puy-Guillaume
Puy-Guillaume is een gemeente in het Franse departement Puy-de-Dôme (regio Auvergne-Rhône-Alpes). De plaats maakt deel uit van het arrondissement Thiers. Puy-Guillaume telde op 1 januari 2022 2.644 inwoners.

## Geschiedenis
De gemeente werd na de Franse Revolutie opgericht door het samenvoegen van de parochies van Saint-Alyre en Montpeyroux. In Montpeyroux lag de cisterciënzer Abdij van Montpeyroux, gesticht in 1126 en opgeheven na de revolutie. Tot halfweg de 19e eeuw had de gemeente een rivierhaven waar hout, steenkool en wijn werden verscheept over de Dore en zo verder over de Allier. Op de rivieren waren verschillende watermolens. Het trein- en wegverkeer maakten een einde aan het vervoer over het water. In 1902 werd een glasfabriek geopend en dit gaf een sterke economische impuls aan de gemeente.

### Politiek
Tussen 1977 en 2010 was de socialistische politicus Michel Charasse burgemeester van de gemeente.

## Geografie
De oppervlakte van Puy-Guillaume bedroeg op 1 januari 2022 25,02 vierkante kilometer; de bevolkingsdichtheid was toen 105,7 inwoners per km². De gemeente ligt grotendeels in de rivervlakte van de Dore. Het centrum van Puy-Guillaume ligt op de rechteroever van de Dore op 286 meter hoogte. Ook de Credogne, een zijrivier van de Dore, stroomt door de gemeente.

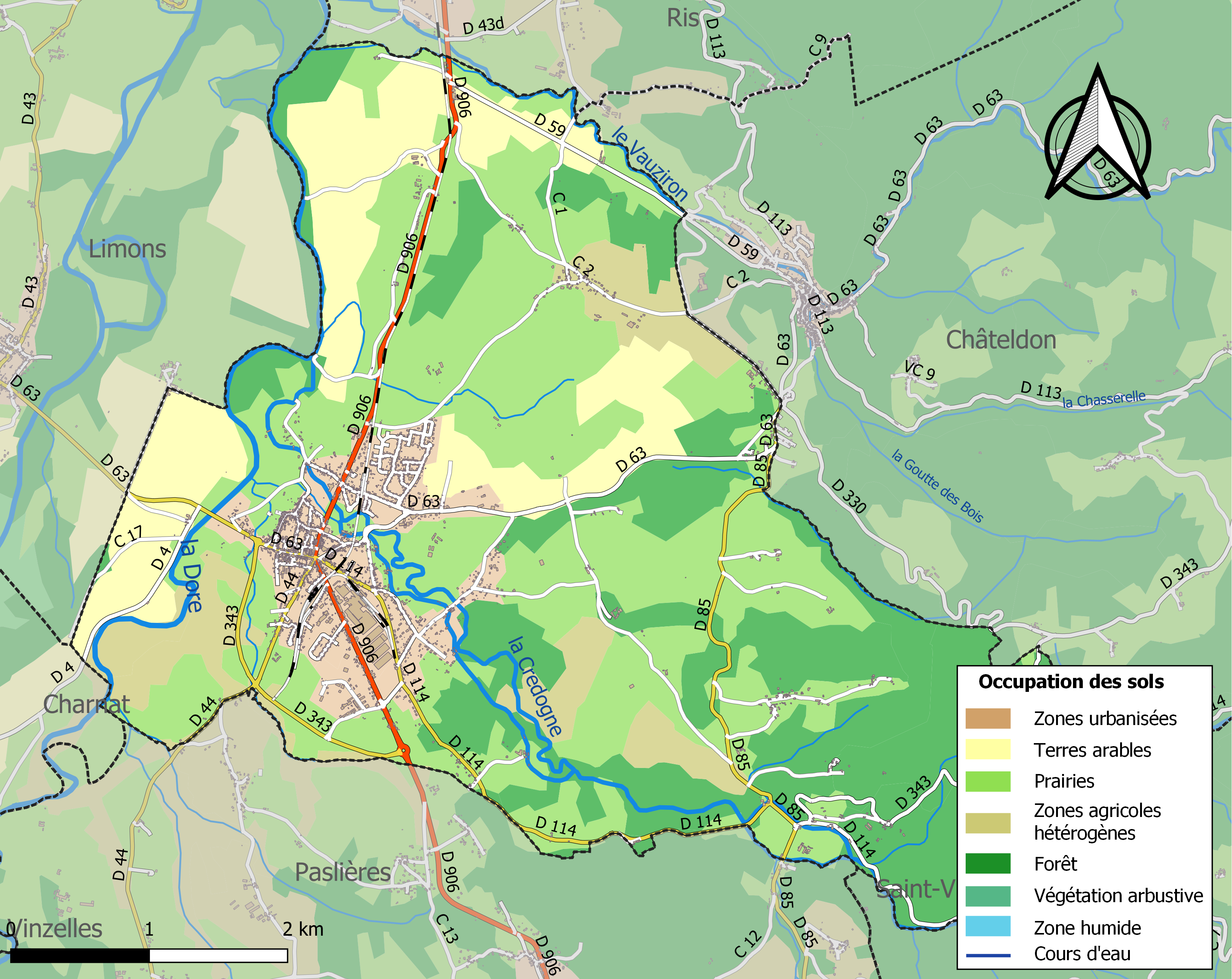
Kaart van de gemeente met belangrijkste infrastructuur, bodemgebruik en omliggende gemeenten

## Demografie
Onderstaande figuur toont het verloop van het inwonertal (bron: INSEE-tellingen).